# Tasiocera (Tasiocera) triton
Tasiocera (Tasiocera) triton is een tweevleugelige uit de familie steltmuggen (Limoniidae). De soort komt voor in het Australaziatisch gebied.